# Jenaya Wade-Fray
Jenaya Wade-Fray (5 de setembro de 1988) é uma basquetebolista profissional britânica.

## Carreira
Jenaya Wade-Fray integrou a Seleção Britânica de Basquetebol Feminino, em Londres 2012, que terminou na décima-primeira colocação.